# Sericostoma ida
Sericostoma ida là một loài Trichoptera trong họ Sericostomatidae. Chúng phân bố ở miền Cổ bắc.